# CFTF-DT
CFTF-DT est une station de télévision québécoise en langue française située à Rivière-du-Loup et est affiliée au réseau Noovo. Sa programmation est redistribuée à Rimouski sur CJPC-DT. Elle est détenue par Télé Inter-Rives, qui possède également CIMT-DT (TVA). CFTF exploite douze émetteurs couvrant la Gaspésie, la Côte-Nord, ainsi que le nord du Nouveau-Brunswick.

## Histoire
CFTF est entré en ondes le 28 juin 1988 en tant qu'affiliée au réseau TQS. Depuis l'automne 2007, CFTF rediffuse sa programmation sur la station CJPC-TV à Rimouski, qui appartenait alors au réseau TQS. TQS est devenu V le 31 août 2009. Finalement, V a été acheté par Bell Media en mai 2020 et est renommée Noovo le 31 août 2020.

## Télévision numérique terrestre et haute définition
CFTF compte treize antennes. Bien que seule l'antenne de Rivière-du-Loup est requise d'effectuer la transition vers la télé numérique le 31 août 2011, Télé Inter-Rives a converti toutes ses antennes.
Après la fermeture de la station CKRT-DT (Radio-Canada) le 31 août 2021, son l'émetteur principal du Mont Bleu au VHF 7 deviendra le nouvel émetteur principal de CFTF-DT (Noovo). L'émetteur actuel au UHF 29 sera mis hors service.

### Transmetteurs
| Station    | Ville de licence        | Canal    | PAR      | HAAT    | Coordonnées du transmetteur  |
| ---------- | ----------------------- | -------- | -------- | ------- | ---------------------------- |
| CFTF-DT    | Rivière-du-Loup         | 29 (UHF) | 44 kW    | 341,1 m | 47° 35′ 03″ N, 69° 22′ 08″ O |
| CFTF-DT-1  | Edmundston (N.B.)       | 42 (UHF) | 0,088 kW | 153,6 m | 47° 23′ 20″ N, 68° 19′ 03″ O |
| CFTF-DT-2  | Trois-Pistoles          | 17 (UHF) | 0,355 kW | 47,3 m  | 48° 06′ 19″ N, 69° 10′ 11″ O |
| CFTF-DT-3  | Cabano                  | 12 (VHF) | 0,007 kW | 127,5 m | 47° 37′ 32″ N, 68° 50′ 48″ O |
| CFTF-DT-4  | Forestville             | 4 (VHF   | 2,7 kW   | 123,9 m | 48° 48′ 32″ N, 69° 00′ 26″ O |
| CFTF-DT-5  | Baie-Comeau             | 9 (VHF)  | 0,864 kW | 96,8 m  | 49° 14′ 01″ N, 68° 08′ 25″ O |
| CFTF-DT-6  | Rivière-du-Loup (ville) | 11 (VHF) | 0,1 kW   | 48,2 m  | 47° 51′ 28″ N, 69° 33′ 09″ O |
| CFTF-DT-7  | Sept-Îles               | 7 (VHF)  | 0,743 kW | 225,4 m | 50° 10′ 19″ N, 66° 44′ 15″ O |
| CFTF-DT-8  | Les Escoumins           | 33 (UHF) | 0,313 kW | 87,9 m  | 48° 19′ 00″ N, 69° 25′ 43″ O |
| CFTF-DT-9  | Gaspé                   | 30 (UHF) | 0,125 kW | 118,6 m | 48° 50′ 15″ N, 64° 29′ 32″ O |
| CFTF-DT-10 | Baie-Saint-Paul         | 26 (UHF) | 0,125 kW | −1,7 m  | 47° 25′ 26″ N, 70° 31′ 29″ O |
| CFTF-DT-11 | Carleton-sur-Mer        | 44 (UHF) | 28,4 kW  | 408,4 m | 48° 08′ 08″ N, 66° 07′ 04″ O |
| CJPC-DT    | Rimouski                | 18 (UHF) | 0,360 kW | 118,2 m | 48° 25′ 37″ N, 68° 29′ 17″ O |